# Sportkring Nieuwkerken Sint-Niklaas
Sportkring Nieuwkerken Sint-Niklaas (SKN Sint-Niklaas, vroeger SK Sint-Niklaas, FCN Sint-Niklaas of FC Nieuwkerken) is een Belgische voetbalclub uit Nieuwkerken-Waas. De club werd in 1993 opgericht, sloot aan bij de KBVB en kreeg stamnummer 9264 en heeft geel-blauwe kleuren. De club klom in acht jaar tijd op tot in de nationale voetbalreeksen.

## Geschiedenis
De club werd in 1993 opgericht als Football Club Nieuwkerken in de Meesterstraat in Nieuwkerken-Waas en sloot aan bij de Belgische Voetbalbond. De club ging van start in Vierde Provinciale, de laagste voetbalreeks van de KBVB in de provincie Oost-Vlaanderen. De club kende van bij het begin succes, want men behaalde 3 jaar na elkaar de kampioenstitel. In 1994 gebeurde dat in Vierde Provinciale, het jaar daarop, in 1995, in Derde Provinciale en nog een derde keer in 1996 in Tweede Provinciale.
De ploeg verbleef daarna vijf jaar in Eerste Provinciale, waar men verschillende keren de eindronde haalde. In 2001 werd de poort naar de Nationale reeksen van het Belgisch voetbal opengebroken met de vierde kampioenstitel in de jonge geschiedenis van de club. Het seizoen 2001/02 kon de club zo van start in Vierde Klasse. De ploeg kende laagtes in de heenronde, maar in de terugronde kon men het tij volledig keren. De derde periodetitel werd behaald en in de eindronde had men door het groot aantal vrijgekomen plaatsen in Derde Klasse reeds na twee overwinningen zekerheid over de promotie. Dit betekende dat FC Nieuwkerken op negen jaar tijd opklom van Vierde Provinciale tot Derde Klasse. In 2003 werd de clubnaam gewijzigd in Football Club Nieuwkerken Sint-Niklaas (FCN Sint-Niklaas). De club kon zich vlot handhaven in Derde Klasse en speelde daar in 2004 reeds een eindronde, maar kon geen nieuwe promotie afdwingen.
Na afloop van de competitie 2009/10 kondigde een andere club uit Sint-Niklaas, Red Star Waasland, een officieuze fusie met KSK Beveren en een verhuis naar de Freethiel in Beveren aan op een persconferentie. Zo ontstond KV Red Star Waasland - Sportkring Beveren. Diezelfde namiddag kondigde FCN Sint-Niklaas op het stadhuis van Sint-Niklaas aan de pers een naamsverandering aan in Sportkring Sint-Niklaas (SK Sint-Niklaas), wat verwees naar het vroegere Sint-Niklase SK, dat in 2000 was verdwenen. Sportkring Sint-Niklaas nam ook de geel-blauwe kleuren van die vroegere club over en zou voortaan weer de eerste club van de stad worden. In 2011 haalde Sint-Niklaas de eindronde, slaagde erin die te winnen en stootte zo door naar Tweede Klasse. Na 2 jaar Tweede Klasse degradeerde het in 2013 als laatste in de stand terug naar Derde Klasse en een seizoen later zelfs naar Vierde klasse. In 2015 volgde opnieuw de promotie via de eindronde.
In 2018 werd de naam van de club gewijzigd in SK Nieuwkerken Sint-Niklaas en werd ook een nieuw logo in gebruik genomen.

## Accommodatie
In de loop van de nog jonge geschiedenis slaagde de club er tevens in om met eigen middelen in de Meesterstraat een modern voetbalcomplex uit de grond te stampen dat volledig voldoet aan de eisen van de tijd. Er is een overdekte staantribune en een overdekte zittribune. Op de eerste verdieping zijn er over de gehele lengte van het terrein 3 zalen die alle een mooi uitzicht bieden over het A- en het B-terrein. Het gaat om de kantine die plaats biedt aan 300 mensen, de Service Club 93 die dienst doet als restaurant, feestzaal en VIP-ruimte voor 200 mensen en ten slotte een hedendaags themacafé voor 100 personen waar de supporters gezellig kunnen napraten over de wedstrijd.
Ook het stadsbestuur van Sint-Niklaas droeg haar steentje bij tot de uitbouw van het sportcomplex. Zij stonden in voor de bouw van extra kleedkamers voor de jeugd en de liefhebbers en zorgden in 2005 voor de aanleg van een modern kunstgrasveld. Door het groeiende succes van de jeugdwerking werd er in 2007 beslist om, opnieuw onder de vorm van een gemeenschappelijk investeringsproject met de vzw van de club, een tweede kunstgrasveld aan te leggen. Ondertussen bestaat het volledige complex uit de accommodaties, ruime parkeergelegenheden, 4 natuurgrasvelden en 2 kunstgrasvelden. Alle velden hebben wedstrijdverlichting en het A-terrein beschikt over 800 lux.

## Resultaten
| Seizoen                                    | Klasse | Klasse | Klasse | Klasse | Klasse | Klasse | Klasse | Klasse | Klasse | Reeks                                                    | Punten                                                   | Opmerkingen                                                                                          |
|                                            | I      | I      | II     | III    | IV     | P.I    | P.II   | P.III  | P.IV   |                                                          |                                                          | |
| ------------------------------------------ | ------ | ------ | ------ | ------ | ------ | ------ | ------ | ------ | ------ | -------------------------------------------------------- | -------------------------------------------------------- | --- |
| Als Football Club Nieuwkerken              |        |        |        |        |        |        |        |        |        |                                                          |                                                          | |
| 1993/94                                    |        |        |        |        |        |        |        |        | 1      | Vierde prov. O-Vl                                        | 64                                                       | |
| 1994/95                                    |        |        |        |        |        |        |        | 1      |        | Derde prov. O-Vl                                         | 62                                                       | |
| 1995/96                                    |        |        |        |        |        |        | 1      |        |        | Tweede prov. O-Vl                                        | 59                                                       | |
| 1996/97                                    |        |        |        |        |        | 5      |        |        |        | Eerste prov. O-Vl                                        | 46                                                       | eindrondedeelname na barragewedstrijd tegen SK Semmerzake                                            |
| 1997/98                                    |        |        |        |        |        | 2      |        |        |        | Eerste prov. O-Vl                                        | 59                                                       | eindrondedeelname                                                                                    |
| 1998/99                                    |        |        |        |        |        | 10     |        |        |        | Eerste prov. O-Vl                                        | 44                                                       | |
| 1999/00                                    |        |        |        |        |        | 3      |        |        |        | Eerste prov. O-Vl                                        | 56                                                       | eindrondedeelname                                                                                    |
| 2000/01                                    |        |        |        |        |        | 1      |        |        |        | Eerste prov. O-Vl                                        | 57                                                       | |
| 2001/02                                    |        |        |        |        | 9      |        |        |        |        | Vierde klasse B                                          | 41                                                       | promotie via eindronde als bijkomende stijger met winst tegen Standaard Wetteren en Racing Jet Wavre |
| 2002/03                                    |        |        |        | 11     |        |        |        |        |        | Derde klasse A                                           | 33                                                       | |
| Als Football Club Nieuwkerken Sint-Niklaas |        |        |        |        |        |        |        |        |        |                                                          |                                                          | |
| 2003/04                                    |        |        |        | 4      |        |        |        |        |        | Derde klasse A                                           | 55                                                       | uitgeschakeld in eindronde door KV Kortrijk                                                          |
| 2004/05                                    |        |        |        | 5      |        |        |        |        |        | Derde klasse A                                           | 54                                                       | |
| 2005/06                                    |        |        |        | 6      |        |        |        |        |        | Derde klasse A                                           | 48                                                       | |
| 2006/07                                    |        |        |        | 8      |        |        |        |        |        | Derde klasse A                                           | 44                                                       | |
| 2007/08                                    |        |        |        | 9      |        |        |        |        |        | Derde klasse A                                           | 40                                                       | |
| 2008/09                                    |        |        |        | 9      |        |        |        |        |        | Derde klasse A                                           | 43                                                       | |
| 2009/10                                    |        |        |        | 9      |        |        |        |        |        | Derde klasse A                                           | 49                                                       | |
| Als Sportkring Sint-Niklaas                |        |        |        |        |        |        |        |        |        |                                                          |                                                          | |
| 2010/11                                    |        |        |        | 7      |        |        |        |        |        | Derde klasse A                                           | 54                                                       | promotie via eindronde met winst tegen Hoogstraten VV, KV Turnhout en KV Woluwe-Zaventem             |
| 2011/12                                    |        |        | 15     |        |        |        |        |        |        | Tweede klasse                                            | 34                                                       | |
| 2012/13                                    |        |        | 18     |        |        |        |        |        |        | Tweede klasse                                            | 30                                                       | |
| 2013/14                                    |        |        |        | 17     |        |        |        |        |        | Derde klasse A                                           | 33                                                       | |
| 2014/15                                    |        |        |        |        | 2      |        |        |        |        | Vierde klasse A                                          | 63                                                       | promotie via eindronde met winst tegen OMS Ingelmunster, Olympia SC Wijgmaal en RES Acrenoise        |
| 2015/16                                    |        |        |        | 13     |        |        |        |        |        | Derde klasse A                                           | 42                                                       | |
|                                            | 1A     | 1B     | 1Am    | 2Am    | 3Am    | P.I    | P.II   | P.III  | P.IV   | Vanaf 2016-17 zijn er 3 nationale en 2 regionale niveaus | Vanaf 2016-17 zijn er 3 nationale en 2 regionale niveaus | Vanaf 2016-17 zijn er 3 nationale en 2 regionale niveaus                                             |
| 2016/17                                    |        |        |        | 11     |        |        |        |        |        | Tweede klasse Am.                                        | 35                                                       | |
| 2017/18                                    |        |        |        | 6      |        |        |        |        |        | Tweede klasse Am.                                        | 50                                                       | |
| Als SK Nieuwkerken Sint-Niklaas            |        |        |        |        |        |        |        |        |        |                                                          |                                                          | |
| 2018/19                                    |        |        |        | 9      |        |        |        |        |        | Tweede klasse Am.                                        | 40                                                       | |
| 2019/20                                    |        |        |        | 15     |        |        |        |        |        | Tweede klasse Am.                                        | 16                                                       | Degradatie                                                                                           |
| 2020/21                                    |        |        |        |        | -      |        |        |        |        | Derde klasse Am.                                         | -                                                        | Vroegtijdig stopgezet wegens de Coronacrisis                                                         |
| 2021/22                                    |        |        |        |        | 15     |        |        |        |        | Derde klasse Am.                                         | 25                                                       | Degradatie                                                                                           |
| 2022/23                                    |        |        |        |        |        | 15     |        |        |        | Eerste prov. O-Vl                                        | 3                                                        | Degradatie                                                                                           |
| 2023/24                                    |        |        |        |        |        |        | 15     |        |        | Tweede prov. O-Vl C                                      | 19                                                       | Degradatie                                                                                           |
| 2024/25                                    |        |        |        |        |        |        |        | 15     |        | Derde prov. O-Vl E                                       | 15                                                       | Degradatie naar 4de provinciale.                                                                     |
| 2025/26                                    |        |        |        |        |        |        |        |        |        | Vierde prov. O-Vl. D                                     |                                                          | |

## Trainers
- 2009-2010  Chris Van Trappen,  Regi Van Acker
- 2010-2011  Regi Van Acker
- 2011-2012  Regi Van Acker,  Chris Andries,  Alex Czerniatynski
- 2012-2013  Alex Czerniatynski,  Robby Kerremans
- 2013-2014  Carl Meseure,  Drazen Kukuric,  Robby Kerremans,  Benny Lobijn
- 2014-2015  Robby Buyens
- 2015-2016  Robby Buyens
- 2016-2017  Robby Buyens,  Andy Marin,  Kim Verstraeten
- 2017-2018  Kim Verstraeten
- 2018-2019  Kim Verstraeten
- 2019-2020  Robby Kerremans,  Sven Van Den Broeck
- 2020-2021  Sven Van Den Broeck

## Bekende (ex-)spelers
- Hakim Bouchouari
- Robby Buyens
- Olivier Claessens
- Chris De Witte
- Koen Schockaert
- Björn Sengier
- Gunther Van Handenhoven
- Tom Van Mol
- Ivan Willockx
- Martin Laamers
- Murat Akin